# Eocaecilia
Eocaecilia is een geslacht van uitgestorven kruipende amfibieën (wormsalamanders), waarvan de fossielen werden gevonden in de Kayenta-formatie nabij Gold Spring in het noordoosten van Arizona. In tegenstelling tot alle huidige kruipende amfibieën, had Eocaecilia nog steeds vier korte ledematen. Er zijn in totaal achtendertig overblijfselen gevonden. Niets was compleet, bekkenbeenderen ontbreken altijd, maar delen van de schoudergordel, opperarmbeen, spaakbeen, ellepijp, evenals dijbeen, scheenbeen en kuitbeen zijn bewaard gebleven. De enige soort is Eocaecilia micropodia.

## Kenmerken
De voeten van Eocaecilia hadden drie tenen. De schoudergordel lijkt op die van de salamanders en de uitgestorven Microsauria. De mond was enigszins laaggeplaatst. Er zaten twee rijen kleine, tweepuntige tanden in de bovenkaak, meer dan bij de huidige kruipende amfibieën. In tegenstelling tot de recente kruipende amfibieën, had Eocaecilia een kieuwhoes (operculum). Moderne kenmerken die Eocaecilia deelt met recente kruipende amfibieën zijn de tentakelput aan de voorkant van de oogkas, de samengevoegde schedelbeenderen en de onderkaakverlenging, waaraan het tweede paar spieren van het typische dubbele kaaksluitmechanisme van de kruipende amfibie verbindt.
Naast twee fossiele wervels uit het Boven-Krijt uit Bolivia en het Paleoceen uit Brazilië, zijn de fossielen van Eocaecilia de enige fossiele vondsten uit de kroongroep amfibieën. De vondsten zijn ouder dan de oudste van de salamanders en laten zien dat de kruipende amfibieën afstammen van voorouders met vier poten.